# (1923) Osiris
(1923) Osiris (4011 P-L) – planetoida z pasa głównego asteroid okrążająca Słońce w ciągu 3,8 lat w średniej odległości 2,44 j.a. Odkryta 24 września 1960 roku.